# Ingemar Dahl
Rolf Ingemar Dahl (tidigare Nilsson), född 12 april 1955 i Örnsköldsvik, är en svensk författare bosatt i Upplands Väsby. 
Ingemar Dahl växte upp i Banafjäl norr om Örnsköldsvik och det är därifrån han hämtat den miljö som hans deckare utspelar sig i. Serien om fem böcker har poliserna Leonard Bengtsson och Ronny Nyberg från Örnsköldsvik i huvudrollerna och händelserna utspelas i den lilla byn Banafjäl. 
Flera av böckerna finns inspelade som ljudböcker med Ludvig Josephson som inläsare. 
Under våren 2023 kom en ny serie som ljudböcker. Eyvind Mäki, kriminalpolis i den medelstora kuststaden Falkeholm, letar efter någon eller några som mördar präster på bestialiska sätt. Samtidigt försöker en ny okänd kriminell grupp ta över narkotikahandeln i förorten Väninge.   